# Дронова (Тюменська область)
Дро́нова (рос. Дронова) — присілок у складі Заводоуковського міського округу Тюменської області, Росія.
Населення — 455 осіб (2010, 484 у 2002).
Національний склад станом на 2002 рік:
- росіяни — 84 %